# S. Ljungqvist Orgelfabrik
S. Ljungqvist Orgelfabrik var ett företag som tillverkade harmonium i Vänersborg och Landvetter mellan 1899 och 1945.
Företaget grundades av Sanfrid Ljungqvist (1872-1950). Han hade lärt sig bygga orglar av organisten och folkskolläraren Johan August Odelius i Vånga socken. Under hösten 1899 öppnade Ljungqvist sitt företag i Vänersborg. År 1915 flyttade fabrik till Landvetter. Företaget lades ner 1945.